# Lissolongichneumon nigrofrontalis
Lissolongichneumon nigrofrontalis är en stekelart som beskrevs av Heinrich 1968. Lissolongichneumon nigrofrontalis ingår i släktet Lissolongichneumon och familjen brokparasitsteklar. Inga underarter finns listade i Catalogue of Life.